# Steinbrunn (Austria)
Steinbrunn (węg. Büdöskút, burg.-chor. Štikapron) – gmina targowa (Marktgemeinde) w Austrii, w kraju związkowym Burgenland, w powiecie Eisenstadt-Umgebung. Liczy 3069 mieszkańców (1 stycznia 2023). Do 15 czerwca 2006 gmina (Gemeinde)